# Bertil Hedenstierna
Bertil Hedenstierna, född 29 september 1913 i Stockholm, död 1994, var en svensk författare, lärare och kulturgeograf. Han blev filosofie magister i Stockholm 1938, filosofie licentiat 1941, och filosofie doktor och docent i kulturgeografi 1949. Bertil Hedenstierna verkade därefter som lärare på Stockholms universitet, Norra Real och Lärarhögskolan i Stockholm.

## Biografi
Bertil Hedenstierna var en framstående kännare av Stockholms skärgård och dess kulturhistoria. Hans doktorsavhandling från 1949 handlar om kulturgeografiska undersökningar i Värmdö gamla skeppslag. Bland hans omfattande produktion av litteratur om skärgården märks Skärgårdsöar och fiskekobbar, som gavs ut i två band 1989 - 1990 och beskriver skärgårdens geografi och utveckling från förhistorisk tid.